# 七一街道
七一街道，是中华人民共和国河南省南阳市卧龙区下辖的一个乡镇级行政单位。

## 行政区划
七一街道下辖以下地区：
曾楼社区、豫宛社区、曙光社区、中州社区、塔园社区、永安社区、滨河社区、永康社区、大众社区、中光社区和医专一附院社区。